# 横浜心中
『横浜心中』（よこはましんじゅう）は、1994年1月12日から同年3月23日まで、日本テレビ系列の「水曜ドラマ」枠で放送されていた日本のテレビドラマ。放送時間は、毎週水曜日22:00 - 22:54（JST）。全11回。

## あらすじ
フリーカメラマンの上條修平は、ある夜、バーで居合わせた青年実業家・香坂正樹ともみ合いになり死亡させてしまう。バーテンの矢沢らの証言により、警察は上條の正当防衛を認め釈放する。香坂の婚約者で海運会社の社長令嬢・兵藤葵は香坂の死の真相を知るべく、上條に接近。しかし香坂の裏の顔や、上條の本心などを知る内に惹かれ合う様になる。

## キャスト
- 上條修平：佐藤浩市
フリーカメラマン。ゆすり・たかり・暴力は日常茶飯事で、周囲とのトラブルも多い。天涯孤独な生い立ちで、妹とともに施設で暮らしていた。
- 兵藤葵：鷲尾いさ子
兵藤海運社長令嬢。婚約者の香坂の死の真相を探ろうと、加害者である修平に接近。しかし次第に憎悪が愛情に変化していく。
- 兵藤琴美：小松千春
葵の妹。
- 矢沢翔太：宮下直紀
バーテンダー。修平の弟分。
- 山川竜二：上澤津孝
自動車修理工。修平の弟分で、若葉の恋人。ロック歌手として成功することを夢見ていたが、何者かに殺害される。
- 上條若葉：中谷美紀
修平の妹。修平が最も心を許す相手でもある。
- 小宮山敦：春田純一
兵藤海運社長秘書。以前は葵の元家庭教師だった。香坂の死後、葵に急接近し次第に本性を見せるようになる。
- 小松田勝：河原さぶ
写真誌編集長。
- スナックのママ：志茂田景樹
オカマであり、常に女装している。
- 杉山珠子：清水ミチコ
写真誌編集部員。
- 蒲原明彦：川井博之
- 滝本英司：清水健太郎
刑事。
- 香坂正樹：榎木孝明
葵の婚約者だったが、上條とのトラブルで死亡。実は孤児であり、上條と同じ施設に入居していたが、施設を出たいがために、資産家の香坂家に養子縁組をするはずだった子供を殺害した過去が発覚する。
- 針尾信：清水綋治
- 兵藤玲子：赤座美代子
葵の母。
- 島津隆造：中尾彬
小宮山に殺害される。
- 兵藤雄一郎：神山繁
葵の父。兵藤海運社長。

※毎週「スーパーエキストラ」としてワンシーンのみの豪華ゲストが出演していた。

## その他
- 宮下が演じた役は当初中居正広が演じる予定だったが、諸事情で変更されてしまい、中居は「台本までもらっていたため友人に先の展開がわかると自慢しながらオンエアを見ていた」ことをフジテレビ系の『ごきげんよう』で明かした。
- スーパーエキストラとして野際陽子が出演した際、同時期にTBS系で放送されていたドラマ『スウィート・ホーム』で野際が演じていた役柄「頼子先生」の衣装で出演した。
- 上澤津が演じた青年のバックバンド役として、当時上澤津がボーカルを担当していたロックバンド「MAGIC」が出演した。
- 最終回の撮影は蓼科高原で行われた。
- 本放送後、バップからVHS全5巻が発売されたが、現在に至るまでDVD化はされていない。
- 本放送開始前にプレビデオ（無料貸し出し用プロモーションビデオ）VHSが製作された。
- 日本テレビ系・フジテレビ系のクロスネット局だった鹿児島テレビは、本作終了直後の1994年4月1日、鹿児島読売テレビの開局により、日本テレビ系列を脱退したため、本作が同局における最後の水曜ドラマとなった。

## 主題歌
- 山田晃士「ひまわり」（ビクターエンタテインメント）

## スタッフ
- 脚本：松井信幸、江頭美智留、深沢正樹
- 演出：剣正博、金田和樹（演出補：鈴木幹）
- 技術：遠藤文章
- カメラ：渡部健
- 照明：川根一晴
- 美術：渡邊俊孝
- プロデューサー：小杉善信、神蔵克、赤羽根敏男
- 制作著作：日本テレビ放送網

## サブタイトル
1. 恋人を殺した男を愛せますか
2. 悲劇の出会い…令嬢と殺人者
3. 堕ちていく姉妹・暴かれる過去
4. 殺人の真相・憎悪の果て…逃走
5. 裏切り?自殺?宿命の敵出現
6. 母の復讐・しのび逢う愛の予感
7. 禁断の愛の代償・妹を襲う魔手
8. 愛憎の果て・誘拐と誘惑の罠
9. 悪魔の凌辱そして結ばれた二人
10. 悲劇の序曲・愛する者たちの死
11. 生か死か?愛の逃亡涙の最終章

## スーパーエキストラ
| 日本テレビ系列 水曜ドラマ            | 日本テレビ系列 水曜ドラマ                                            | 日本テレビ系列 水曜ドラマ                                                        |
| 前番組                               | 番組名                                                               | 次番組                                                                           |
| ------------------------------------ | -------------------------------------------------------------------- | -------------------------------------------------------------------------------- |
| 同窓会 （1993年10月20日 - 12月22日） | 横浜心中 （1994年1月12日 - 3月23日） 【この作品まで終了時刻は22:54】 | 出逢った頃の君でいて （1994年4月13日 - 6月29日） 【この作品から終了時刻は22:55】 |